# Inopeplus decisus
Inopeplus decisus is een kever uit de familie platsnuitkevers (Salpingidae). De wetenschappelijke naam van de soort werd in 1858 gepubliceerd door Francis Walker.